# Tona (Hiszpania)
Tona – gmina w Hiszpanii, w prowincji Barcelona, w Katalonii, o powierzchni 16,5 km². W 2011 roku gmina liczyła 8108 mieszkańców.